# Microrégion de Ponta Grossa
La microrégion de Ponta Grossa est l'une des trois microrégions qui subdivisent le centre-est de l'État du Paraná au Brésil.
Elle comporte 4 municipalités qui regroupaient 424 159 habitants en 2006 pour une superficie totale de 6 706 km².

## Municipalités[1]
- Carambeí
- Castro
- Palmeira
- Ponta Grossa